# Zay (Sprache)
Zay (ዛይኘ [za:jɲɲǝ] oder የዛይ አፍ [jǝza:j af]) ist die Sprache der Zay, einer ethnischen Gruppe, die an den Ufern und auf Inseln des Zway-Sees im südlichen Zentraläthiopien lebt.

## Klassifikation
Das Zay gehört zu den äthiosemitischen Sprachen, einer Untergruppe der semitischen Sprachen. Das Äthiosemitische teilt sich in die beiden Gruppen Nord- und Südäthiosemitisch. Das Zay wird den Ostgurage-Sprachen zugerechnet, die eine Untergruppe des Transversalen Südäthiosemitischen bilden. Als die am nächsten verwandten Sprachen gelten das Harari, das Silt'e und das Wolane.